# (4302) Markeev
(4302) Markeev ist ein Hauptgürtelasteroid, der am 22. April 1968 von Tamara Michailowna Smirnowa am Krim-Observatorium entdeckt wurde.
Der Asteroid wurde nach dem russischen Physiker Anatolij Pavlovich Markeev benannt.